# بخش چستر، شهرستان وااباشا، مینه سوتا
بخش چستر (به انگلیسی: Chester Township) یک منطقهٔ مسکونی در ایالات متحده آمریکا است که در شهرستان وباشا واقع شده‌است.
 بخش چستر ۹۱٫۹ کیلومتر مربع مساحت و ۴۷۰ نفر جمعیت دارد و ۳۲۲ متر بالاتر از سطح دریا واقع شده‌است.